# Bandar Seri Begawan
Bandar Seri Begawan (em malaio: Bandar Seri Begawan, no alfabeto jawi: بندر سري بڬاوان, pronunciado: [ˌbanda səˌri bəˈɡawan]; em inglês:  Bandar Seri Begawan) ou Bandar Seri Begauã ou Bandar Seri Begauane (pronunciado em português europeu: [bãˈdaɾ sɨˈɾi bɛgawˈɐ̃]; pronunciado em português brasileiro: [bãˈdaɾ seˈɾi begawˈɐ̃]) é a capital e maior cidade do sultanato de Brunei. É nela que toda a família real reside, junto ao conselho de ministros, que foi fundado em 2004, pelo sultão Hassanal Bolkiah.
A cidade é a capital, e centro financeiro do país. Bandar Seri Begawan também é a cidade mais populosa de Brunei, com aproximadamente 100 000 habitantes, e sua área metropolitana concentra cerca de 280 000 habitantes.

## Etimologia
O nome original da cidade antes de 5 de outubro de 1970, quando foi renomeado por Omar Ali Saifuddien III, o pai do atual sultão, era Bandar Brunei ou Brunei City. O primeiro termo, Bandar (بندر) significa em persa, "porto" ou "ponto" e foi introduzido na região por meio das línguas indígenas, para denotar uma "cidade" em malaio. As palavras de Seri e Begawan vêm do sânscrito: o primeiro termo é equivalente ao Sri, como veneração dada aos deuses hindus, que tinha originalmente um significado de emanação, radiação e espalhamento, a luz. O segundo nome, Begawan (भगवान), significa "deus". Sri Bhagwan pode ser traduzido como "o abençoado" e "Bandar Seri Begawan" como a "cidade abençoada."

## História

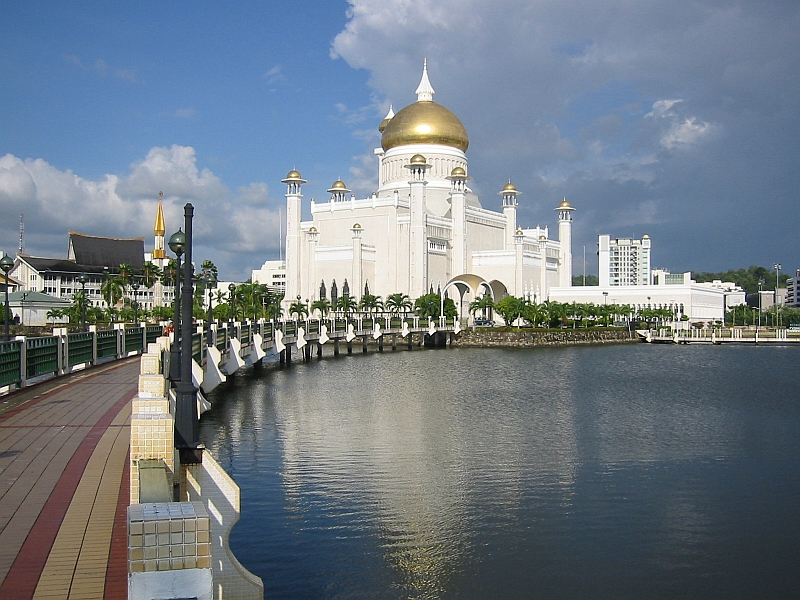
Grande Mesquita de Omar Ali Saifuddin

Registros de habitação nas margens do rio Brunei, local onde hoje se encontra Bandar Seri Begawan, pode ser encontrados desde o século XIII a.C.. Nestes locais havia assentamentos semelhantes aos Kampong Ayer (vilarejos), localizado em áreas próximas ao local atual Museu do Brunei.
Registros chineses do século VI remontam a existência de um estado ou principado chamado P'o-li na costa noroeste de Bornéu. No século VII, as transações comerciais entre chineses e árabes indicam um lugar chamado Vijaiapura - provável primeiro assentamento humano onde hoje se encontra Bandar Seri Begawan. P'o-li que naquele século era somente um assentamento ou vilarejo, foi conquistada pelos chineses e renomeada para "Vijaiapura" (significando "vitória"). Em 977, os registros chineses começaram a usar Po-ni, em vez de Vijaiapura para se referir ao vilarejo de Bandar-Brunei. Em 1225 um oficial chinês chamado Chua Ju-Kua informou haver 100 navios de guerra em Bandar-Brunei (neste período uma cidade estado) para proteger o seu comércio e que havia bastante ouro no reino. Outro relatório de 1280 descreveu Po-ni como um principado que controlava grande parte de Bornéu.
No século XIV, Po-ni se tornou um estado vassalo do javanês Império de Majapait, tendo que pagar pesados impostos a este novo governo. Po-ni foi atacado e saqueado pelos Sulus em 1369, que roubaram todos os tesouros que haviam naquele principado. Uma frota de Majapait conseguiu afugentar o Sulus mas Po-ni tornou-se muito fraca após o ataque. Um relatório chinês de 1371 descreveu Po-ni como pobre e totalmente controlado pelo Império de Majapait. No início do século XV o principado de Brunei se tornou novamente independente e passou a figurar como um grande centro comercial regional.

### Sultanato
Em meados do século XV relatos chineses afirmam que Po-ni mantinha em uma estreita relação comercial com o reino muçulmano de Malaca. A conversão das lideranças do principado de Po-ni ao Islamismo, trouxe uma nova era ao principado agora transformado em sultanato. O sultanato supervisionou uma expansão gradual da influência do estado e das fronteiras. Isso foi acelerado com a conquista de Malaca por Portugal em 1511. Bandar-Brunei beneficiou-se da dispersão dos comerciantes muçulmanos e comerciantes que foram obrigados a usar outros portos. Esses comerciantes, provavelmente ajudaram a acelerar a conversão da população em geral ao Islã. Nesta época também aconteceu a ascensão da dinastia reinante, que continua até hoje.
O poder do Sultanato de Brunei com sede em Bandar Seri Begawan chegou ao seu auge entre os séculos XV e XVII, com o seu poder se estendendo do norte de Bornéu ao sul das Filipinas. Por volta do século XVI, o Islã enraizou-se totalmente em Brunei, e o país tinha construído uma de suas maiores mesquitas em Bandar Seri Begawan que se tem registro na história. Em 1578, Alonso Beltrán, um viajante espanhol descreveu como sendo cinco andares de altura e construído sobre a água.
A influência europeia gradualmente trouxe o fim a essa potência regional, com Brunei entrando num período de declínio agravado por conflitos internos pela sucessão real. A pirataria também foi prejudicial para o reino. Mais tarde, houve uma breve guerra com a Espanha, em que o capital de Brunei, Bandar Seri Begawan, foi ocupada por 72 dias antes de ser recapturado por guerreiros liderados por Pengiran Bendahara Sakam.

### Intervenção britânica
O declínio do sultanato Bruneiano culminou no século XIX, quando Brunei perdeu grande parte de seu território para os rajás brancos de Sarawak. O Tratado de Proteção que foi negociado por Sir Hugh Low foi assinado em vigor em 17 de Setembro de 1888. Isso permitiu que o império Britânico controlasse os assuntos externos de Brunei. Este tratado foi assinado depois de Sultan Hashim, o sultão na época, apelou aos britânicos para parar a repartição do território do sultanato.
O sultão acabou quebrando o acordo com os britânicos e se rebelou. Isto acabou gerando o ataque britânico a Bandar Seri Begawan em julho 1846. Brunei então seguiu sendo um protetorado britânico entre 1888-1984.

### Ocupação japonesa
Brunei foi ocupada pelo Japão de 1941-1945 durante a Segunda Guerra Mundial. Os japoneses desembarcaram 10.000 homens em Kuala Belait em 16 de dezembro de 1941. O britânico em Brunei foram facilmente derrotados devido ao seu despreparo e o fato de que eles estavam em menor número. Após a captura de Kuala Belait, o exército Japonês mudou-se para Brunei City (hoje Bandar Seri Begawan) e a capturaram em 22 de dezembro de 1941. Bandar-Brunei foi libertado em 10 de Junho 1945, sob Operação Seis Oboé.

### Pós II Guerra Mundial
Após a Segunda Guerra Mundial, um novo governo foi formado em Brunei sob a Administração Militar Britânica (BMA). Ela consistia principalmente de oficiais australianos e militares. A administração de Brunei foi entregue à Administração Civil, em 6 de julho de 1945. O Conselho de Estado de Brunei também foi reativado naquele ano, e encarregado de reestruturar a economia Bruneiana, que tinha sido destruída durante a ocupação japonesa. Brunei ganhou sua independência do Reino Unido em 1 de Janeiro de 1984.
Desde 1960 vários campos de petróleo e gás foram descobertos. Com estas descobertas o Gás natural tornou-se vital para a economia Bandar Seri Begawan. Desde 1960 Bandar Seri Begawan conseguiu aumentar consideravelmente a produção industrial local, diminuindo sua dependência em relação ao petróleo.

## Geografia

### Clima
Bandar Seri Begawan apresenta um clima equatorial sem estação seca. Na realidade, a cidade possui precipitação forte durante todo o ano, sendo março o mês mais seco, com média de 120 mm. Outubro, novembro e dezembro são os meses mais chuvosos do ano na cidade, quando as precipitações ocorrem normalmente em dois a cada três dias. Como é comum em cidades com clima equatorial, as temperaturas médias mensais são relativamente constantes durante todo o ano, com temperaturas máximas média em torno de 32 °C e temperaturas mínimas média em torno de 23 °C.
| Dados climatológicos para Bandar Seri Begawan | Dados climatológicos para Bandar Seri Begawan | Dados climatológicos para Bandar Seri Begawan | Dados climatológicos para Bandar Seri Begawan | Dados climatológicos para Bandar Seri Begawan | Dados climatológicos para Bandar Seri Begawan | Dados climatológicos para Bandar Seri Begawan | Dados climatológicos para Bandar Seri Begawan | Dados climatológicos para Bandar Seri Begawan | Dados climatológicos para Bandar Seri Begawan | Dados climatológicos para Bandar Seri Begawan | Dados climatológicos para Bandar Seri Begawan | Dados climatológicos para Bandar Seri Begawan | Dados climatológicos para Bandar Seri Begawan |
| Mês                                           | Jan                                           | Fev                                           | Mar                                           | Abr                                           | Mai                                           | Jun                                           | Jul                                           | Ago                                           | Set                                           | Out                                           | Nov                                           | Dez                                           | Ano                                           |
| --------------------------------------------- | --------------------------------------------- | --------------------------------------------- | --------------------------------------------- | --------------------------------------------- | --------------------------------------------- | --------------------------------------------- | --------------------------------------------- | --------------------------------------------- | --------------------------------------------- | --------------------------------------------- | --------------------------------------------- | --------------------------------------------- | --------------------------------------------- |
| Temperatura máxima recorde (°C)               | 32                                            | 33                                            | 37                                            | 37                                            | 35                                            | 35                                            | 35                                            | 37                                            | 35                                            | 34                                            | 33                                            | 32                                            | 37                                            |
| Temperatura máxima média (°C)                 | 29                                            | 30                                            | 31                                            | 32                                            | 31                                            | 32                                            | 31                                            | 31                                            | 31                                            | 31                                            | 30                                            | 30                                            | 31                                            |
| Temperatura mínima média (°C)                 | 23                                            | 23                                            | 23                                            | 23                                            | 23                                            | 23                                            | 23                                            | 23                                            | 23                                            | 23                                            | 23                                            | 23                                            | 23                                            |
| Temperatura mínima recorde (°C)               | 18                                            | 20                                            | 21                                            | 21                                            | 21                                            | 20                                            | 18                                            | 20                                            | 20                                            | 21                                            | 21                                            | 20                                            | 18                                            |
| Precipitação (mm)                             | 292,6                                         | 158,9                                         | 118,7                                         | 189,4                                         | 234,9                                         | 210,1                                         | 225,9                                         | 226,6                                         | 264,4                                         | 312,3                                         | 339,9                                         | 339,6                                         | 2 913,3                                       |
| Fonte: 17/04/2011                             |                                               |                                               |                                               |                                               |                                               |                                               |                                               |                                               |                                               |                                               |                                               |                                               |                                               |

## Economia

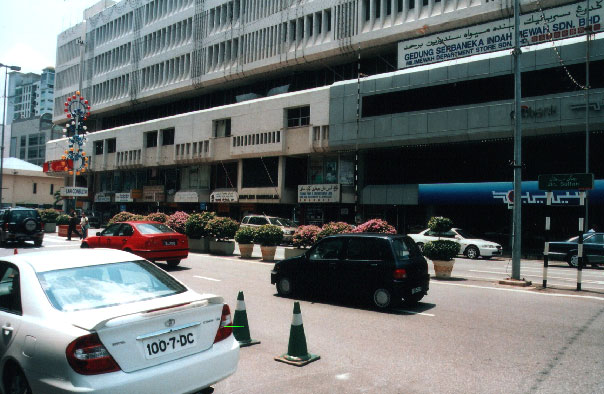
Centro de Bandar Seri Begawan

A economia de Bandar Seri Begawan, assim como a de Brunei, se sustenta principalmente dos recursos advindos da exploração do petróleo. Praticamente toda a atividade econômica local orbita em torno da disponibilidade deste recurso natural. Outras atividades também tem grande importância para Bandar Seri Begawan, e, como Bandar Seri Begawan é a capital nacional, sedia a maior parte dos organismos governamentais do país, sendo também uma cidade dependente economicamente destes serviços.
A bolsa de valores de Brunei, que é sediada em Bandar Seri Begawan, negocia principalmente commodities petrolíferas. A principal empresa de Brunei - com sede em Bandar Seri Begawan -, a petroleira Brunei Shell Petroleum (BSP), é uma joint venture de capital misto com capital do Governo de Brunei e do grupo neerlandês Royal Dutch Shell. Ela também opera a única refinaria do país.
Nos últimos anos o governo nacional de Brunei tem se esforçado para diminuir a dependência da economia de Bandar Seri Begawan das atividades ligadas a extração petroleira e aos serviços governamentais. O governo incentivou que várias indústrias montassem suas atividades no entorno de Bandar Seri Begawan, dentre estas podendo destacar: indústria pesqueira e a indústria madeireira. O setor turístico também está sendo fortemente incentivado, devido aos grandes atrativos locais.
O setor imobiliário também cresceu bastante em Bandar Seri Begawan desde a década de 1990. Vários edifícios e conjuntos habitacionais foram construídos na cidade. Em função disto Bandar Seri Begawan conseguiu registrar o maior crescimento populacional de Brunei. Este enorme fluxo de pessoas para a cidade aqueceu consideravelmente o preço dos aluguéis e das novos apartamentos negociados na cidade. Em compensação trouxe consigo um novo e promissor mercado consumidor que acabou por dinamizar a economia da cidade.

## Educação
Todos os níveis de educação estão disponíveis em Bandar Seri Begawan, desde o jardim de infância até o nível superior. A Universidade do Brunei Darussalam, criada em 28 de outubro de 1985, apenas um ano após o Sultanato obter a independência, está localizada a 4,5 quilômetros do centro da cidade. É a mais antiga universidade e também a maior de Brunei, em termos de matrículas de alunos e do currículo oferecido. A segunda principal universidade do sultanato, Universiti Sultan Ali Sharif Islã, também está localizada no subúrbio de Bandar Seri Begawan. Foi criada em 1 de janeiro de 2007 como uma universidade islâmica.